# Egglestonichthys bombylios
Egglestonichthys bombylios é uma espécie de peixe da família Gobiidae e da ordem Perciformes.

## Habitat
É um peixe marítimo, de clima tropical e demersal que vive até 29 m de profundidade.

## Distribuição geográfica
É encontrado na Austrália.

## Observações
É inofensivo para os humanos.